# Сінт-Мартенсвлотбрюг
Сінт-Мартенсвлотбрюг (нід. Sint Maartensvlotbrug) — село в нідерландській провінції Північна Голландія. Входить до муніципалітету Схаген.
Його площа становить 6,28 км², а населення станом на 2021 рік складало 635 осіб.